# SPAG4
SPAG4 (англ. Sperm associated antigen 4) – білок, який кодується однойменним геном, розташованим у людей на довгому плечі 20-ї хромосоми. Довжина поліпептидного ланцюга білка становить 437 амінокислот, а молекулярна маса — 48 165.
| 10         |  | 20         |  | 30         |  | 40         |  | 50         |
| ---------- |  | ---------- |  | ---------- |  | ---------- |  | ---------- |
| MRRSSRPGSA |  | SSSRKHTPNF |  | FSENSSMSIT |  | SEDSKGLRSA |  | EPGPGEPEGR |
| RARGPSCGEP |  | ALSAGVPGGT |  | TWAGSSQQKP |  | APRSHNWQTA |  | CGAATVRGGA |
| SEPTGSPVVS |  | EEPLDLLPTL |  | DLRQEMPPPR |  | VFKSFLSLLF |  | QGLSVLLSLA |
| GDVLVSMYRE |  | VCSIRFLFTA |  | VSLLSLFLSA |  | FWLGLLYLVS |  | PLENEPKEML |
| TLSEYHERVR |  | SQGQQLQQLQ |  | AELDKLHKEV |  | STVRAANSER |  | VAKLVFQRLN |
| EDFVRKPDYA |  | LSSVGASIDL |  | QKTSHDYADR |  | NTAYFWNRFS |  | FWNYARPPTV |
| ILEPHVFPGN |  | CWAFEGDQGQ |  | VVIQLPGRVQ |  | LSDITLQHPP |  | PSVEHTGGAN |
| SAPRDFAVFG |  | LQVYDETEVS |  | LGKFTFDVEK |  | SEIQTFHLQN |  | DPPAAFPKVK |
| IQILSNWGHP |  | RFTCLYRVRA |  | HGVRTSEGAE |  | GSAQGPH    |  |            |

A: Аланін

C: Цистеїн

D: Аспарагінова кислота

E: Глутамінова кислота

F: Фенілаланін

G: Гліцин

H: Гістидин

I: Ізолейцин

K: Лізин

L: Лейцин

M: Метіонін

N: Аспарагін

P: Пролін

Q: Глутамін

R: Аргінін

S: Серин

T: Треонін

V: Валін

W: Триптофан

Задіяний у таких біологічних процесах, як диференціація клітин, сперматогенез. 
Локалізований у цитоплазмі, цитоскелеті, ядрі, мембрані, клітинних відростках, війках.